# Comedia de santos
La comedia de santos es un género teatral surgido en el Siglo de Oro, aunque existen precedentes en el Códice de autos viejos, y se extendió con gran éxito hasta el siglo XVIII. 
Con él se dramatizaba la vida de un santo real o de leyenda, o algunos de sus episodios más relevantes (abandono del vicio o del crimen, conversión, martirio, milagros, logro de la santidad) con la intención de dar ejemplo moral.
Las comedias de santos solían encargarlas los ayuntamientos, las cofradías, los nobles devotos etcétera; otras veces la intención era favorecer un proceso concreto de canonización y servir de propaganda, o celebrar su consumación (como la trilogía consagrada por Lope de Vega a San Isidro Labrador). Agustín de Rojas Villandrando explicaba, a comienzos del XVII, los orígenes del género y su enorme éxito:
Llegó el tiempo que se usaron / las comedias de apariencias, / de santos y de tramoyas / y entre estas, farsas de guerra; / hizo Pero Díaz entonces / la del Rosario, y fue buena / San Antonio Alonso Díaz / y al fin no quedó poeta / en Sevilla que no hiciese / de algún santo su comedia (El viaje entretenido, 1603)
La estructura habitual era cronológica, con escenificación de numerosos pasajes biográficos, y lo que más solía seducir al público era la representación, siempre artificiosa y espectacular, de los milagros, la escenografía y los efectos de tramoya (apariciones de ángeles y demonios, etc.). Algunas se contaminaban demasiado con elementos profanos, a través, por ejemplo, del personaje del lego, o bien hacían demasiado hincapié en los momentos de vicio del pecador arrepentido, por lo que fueron criticadas por los moralistas, especialmente las que hacían referencia a grandes pecadoras, como Santa Eudoxia, Santa María Egipcíaca, María Magdalena o Santa Afra de Augsburgo, aunque también se atacó ocasionalmente su floja exactitud histórica. En realidad, se puede hablar de un subgénero dentro de la comedia de santos, el de "santas pecadoras", especialmente fecundo en el segundo cuarto del siglo XVIII, con piezas como la Princesa, ramera y mártir, Santa Afra (1735) de Tomás de Añorbe y Corregel, pieza que, como otras de Vicente Camacho (Ramera de Fenicia y feliz samaritana, Santa Eudoxia (1740), de José de Cañizares (La ateísta penitente, Santa Eudoxia (1721) o las dos partes de Más resplandeció en su ocaso el sol de la Magdalena (1732) del vallisoletano Bernardo José de Reinoso y Quiñones, atendía más a lo espectacular y, por consiguiente, a la deformación consciente de las historias pías, que a asuntos de devoción, lo cual suscitó la censura de los moralistas, entre ellos Gaspar Díaz (1678 - 1768) en su célebre Consulta Teológica (1742):
Hay también comedias de santos, pero no totalmente inocentes, porque si son de pecadores convertidos, como de Thais la pecadora, primero se pintan sus caídas y vicios con los vivos colores de la representación que sus virtudes y, si son de otros santos, siempre o casi siempre se introduce algo profano en los papeles intrusos en la misma historia, o a lo menos se profaniza la santidad con los dichos del bufón y la graciosa. Y si la comedia nada de esto contuviera, se tuviera por insulsa pp. 10-11.
J. Dann Cazes ha escrito sobre la comedia de santos que "los graciosos vueltos a lo divino muchas veces tienen el comportamiento y el vocabulario del simple e inocente, y otras son personajes groseros y reprobables. En todo caso, conservan su relación con los aspectos bajos, con la comida, con lo terreno, de modo que sus intervenciones provocan gracia, pero sobre todo contrastan con la vida ejemplar del santo en ciernes. Así, al tiempo que hacen resaltar la virtud del protagonista, los graciosos encarnan el comportamiento que se buscaría que el espectador evitara. En la comedia de santos, entonces, coexisten la intriga ingeniosa con el gran espectáculo, lo sagrado con lo profano, la finalidad edificante con la función de entretener; incluso lo que en el periodo se consideraba estrictamente histórico, con la invención. Este tipo de drama parece, así, la exacerbación de la Comedia Nueva, en tanto que no solo mezcla rasgos del teatro de Séneca con el de Terencio" (Cazés, 2015).
En el siglo XVII, tras los primeros ejemplos del canónigo Francisco Agustín Tárrega, Lope de Vega e incluso Cervantes (El rufián dichoso), destacaron en este género Francisco de Rojas Zorrilla (Nuestra señora de Atocha o Los trabajos de Tobías), Tirso de Molina (Santo y sastre),  Luis Vélez de Guevara (El lego de Alcalá), Agustín Moreto (El lego del Carmen, San Franco de Sena),  Antonio Mira de Amescua (El esclavo del demonio) y sobre todo, Pedro Calderón de la Barca, que se fundó en la anterior de Mira para su El mágico prodigioso, sobre la vida de San Cipriano, entre otras muchas como La devoción de la cruz o El purgatorio de San Patricio. Ya en el siglo XVIII tomaron el relevo José de Cañizares (San Juan de la Cruz y Santa Teresa de Jesús), Antonio de Zamora (El lucero de Madrid y Divino Labrador), Tomás de Añorbe y Corregel (Princesa, ramera y mártir, santa Afra) y Juan Salvo y Vela (Santa Catalina de Siena). Tras varias censuras en diversos momentos (en el siglo XVII, por ejemplo, por parte de Jerónimo de Guedeja y Quiroga), la representación de comedias de santos y otro tipo de obras religiosas fue prohibida en el siglo XVIII por Fernando VI y llevada a efecto en todos sus extremos por Carlos III, como resultado de la Ilustración: la Real Cédula de 11 de junio de 1765 ordenaba prohibir los autos sacramentales y las comedias de santos y asuntos sagrados.

## Fuente
- Javier Huerta, Emilio Peral, Héctor Urzaiz, Teatro español de la A a la Z.. Madrid: Espasa, 2005.
- Dann Cazés, “La comedia de santos y el teatro en el Siglo de Oro”, Atalanta, revista de las letras barrocas, 3: 2 (2015), pp. 37-70. DOI: 10.14643/32C. http://www.revistaatalanta.com/index.php/ARLB/issue/view/6/showToc